# Krysters Kartel
Krysters Kartel er et dansk satireshow på DR2 der sendes om fredagen.

## Skuespillere
- Troels Malling Thaarup
- Brian Lykke
- Christine Exner
- Laura Kvist Poulsen

## Sketches
- Fodboldgutterne
- Strippende sygeplejersker
- De to vennepar på bilferie til Italien
- Mosekonerne
- Rokoko
- Danmarks klogeste ægtepar

## Ekstern henvisning
- Krysters Kartel på Internet Movie Database (engelsk)
- Krysters Kartel på Filmdatabasen
- Krysters Kartel hos The Movie Database (engelsk)
- Krysters Kartel hos TheTVDB (engelsk)

| Fjernsyn | Spire Denne artikel om et tv-program er en spire som bør udbygges. Du er velkommen til at hjælpe Wikipedia ved at udvide den. |